# ریمن ۲: فرار بزرگ
ریمن ۲: فرار بزرگ (به انگلیسی: Rayman 2: The Great Escape) یک بازی ویدئویی به سبک پلتفرم ۱۹۹۹ است که توسط یوبی پیکچرز ساخته و توسط یوبی سافت برای نیتندو ۶۴ ،مایکروسافت ویندوز ، دریم کست و پلی استیشن منتشر شده. نسخه جدید بازسازی شده تحت عنوان ریمن انقلاب (آمریکای شمالی) توسط یوبی سافت آنسی برای پلی استیشن ۲ ساخته شد. نسخه بازسازی جایگزینی معروف به ریمن ۲ برای همیشه توسط یوبی سافت میلان برای گیم بوی کالر ساخته شد. این بازی بر روی شخصیت ریمن متمرکز است که وظیفه دارد سرزمین خارق العاده پری گِلِید (Fairy Glade) را از ارتش دزدان دریایی رباتیک به رهبری دریادار ریش ریش (Admiral Razorbeard) نجات دهد. ریمن ۲ به دلیل گیم پلی، گرافیک و قابلیت دسترسی مورد تحسین منتقدان قرار گرفت.

## گیم پلی بازی

عکس صفحه پری گلید ، سطح دوم بازی

این بازی از دید سوم شخص انجام می شود و بازیکن می تواند بر روی دوربین کنترل داشته باشد ، اگرچه در برخی شرایط این کنترل فقط به زوایای خاصی محدود می شود. در چندین نقطه از بازی ، بازیکن کنترل خود را هنگام صحنه های برش از دست می دهد ، که به طور معمول گفتگو بین شخصیت ها را نشان می دهد.

### داستان

در این برش ، ریمن یکی از چهار ماسک را به پولوکوس ، روح جهان می بخشد.

تخریب هسته جهان قدرت ریمن را بسیار ضعیف و ناتوان می کند ، که منجر به اسیر شدن و زندانی شدن بعدی او در کشتی دزد دریایی ، یک کشتی زندان می شود. گلوباکس ، دوست ریمن نیز دستگیر شده و در همان سلول ریمن سوار بر دزد دریایی قرار می گیرد . گلوباکس یک لوم نقره ای به ریمن می دهد که توسط لای پری به او داده شده است ، که به طور موقت برخی از قدرت های او را بازیابی می کند. ریمن از طریق یک ناودان از کشتی زندان فرار می کند ، اما در طی فرار او یک بار دیگر از گلوباکس جدا می شود. پس از سقوط از کشتی ، سرانجام ریمن خود را در جنگل های نور پیدا می کند. ریمن تصمیم می گیرد که بهترین شانس وی یافتن لای(Ly) باشد و جستجوی خود را از طریق جنگل آغاز می کند. او با مورفی ٬ یک "دائر المعارف پرنده" روبرو می شود ، که در طول بازی به عنوان راهنمای ریمن و همچنین سه فرزند گلوباکس عمل می کند. ریمن با ناراحتی آنها را از جدایی خود با گلوباکس مطلع می کند. بچه ها به ریمن اطلاع می دهند که لی توسط Robo-Pirates اسیر شده و به عمق جنگل منتقل شده است. و.........